# Torneo de Estocolmo 2021
El Stockholm Open 2021 fue un torneo de tenis perteneciente al ATP Tour 2021 en la categoría ATP Tour 250. El torneo tuvo lugar en la ciudad de Estocolmo (Suecia) desde el 7 hasta el 13 de noviembre, sobre canchas duras.

## Distribución de puntos
| Modalidad            | Campeón | Finalista | Semifinales | Cuartos de final | 2ª ronda | 1ª ronda | Clasificados | 2ª ronda de clasificación | 1ª ronda de clasificación |
| Individual masculino | 250     | 165       | 100         | 50               | 25       | 0        | 13           | 7                         | 0                         |
| Dobles masculino     | 250     | 150       | 90          | 45               | 20       | 0        | -            | -                         | -                         |

## Cabezas de serie

### Individuales masculino
| Tenista               | Ranking | Preclasificado |
| Jannik Sinner         | 9       | 1              |
| Félix Auger-Aliassime | 11      | 2              |
| Denis Shapovalov      | 19      | 3              |
| Daniel Evans          | 24      | 4              |
| Taylor Fritz          | 26      | 5              |
| Aleksandr Búblik      | 36      | 6              |
| Márton Fucsovics      | 40      | 7              |
| Frances Tiafoe        | 41      | 8              |

- Ranking del 1 de noviembre de 2021.[2]

### Dobles masculino
| Tenistas                        | Ranking | Preclasificados |
| Ivan Dodig Marcelo Melo         | 35      | 1               |
| Tim Puetz Michael Venus         | 41      | 2               |
| Ken Skupski Neal Skupski        | 76      | 3               |
| Aleksandr Búblik Andrey Golubev | 79      | 4               |

## Campeones

### Individual masculino
Tommy Paul venció a  Denis Shapovalov por 6-4, 2-6, 6-4

### Dobles masculino
Santiago González /  Andrés Molteni vencieron a  Aisam-ul-Haq Qureshi /  Jean-Julien Rojer por 6-2, 6-2